# Оя, Реймо
Реймо Оя (эст. Reimo Oja; 23 ноября 1982, Таллин) — эстонский футболист, нападающий.

## Биография
Воспитанник таллинской «Флоры». Взрослую карьеру начинал в командах, входивших в систему «Флоры» — клубах из посёлка Лелле, «Атли» (Рапла), «Тервис» (Пярну), «Элва». В составе «ФК Лелле» в 2000 году и «Тервиса» в 2001 году играл в первой лиге Эстонии. В составе «Элвы» в 2003—2004 годах дважды забивал по 17 голов во второй лиге, в 2003 году с этим результатом стал четвёртым бомбардиром зонального турнира, на следующий год не попал в топ-8.
В ходе сезона 2004 года был приглашён в «Тулевик» (Вильянди). В первом сезоне сыграл единственный матч в высшей лиге Эстонии — 5 июля 2004 года в игре против «Флоры» на 63-й минуте заменил Алексея Савицкого. Со следующего сезона стал чаще выходить на поле. 30 октября 2005 года забил свой первый гол в высшей лиге в ворота «Меркуура». За пять сезонов сыграл более 90 матчей за «Тулевик» в высшем дивизионе. В 2009 году перешёл в другой клуб элитного дивизиона — «Калев» (Таллин).
Всего в высшем дивизионе Эстонии сыграл 114 матчей и забил 10 голов.
С 2010 года до конца карьеры играл за клубы низших лиг. В составе «Эммасте» трижды попадал в десятку лучших снайперов третьего дивизиона (вторая лига, затем Эсилийга Б) — в 2010 году забил 14 голов, в 2013 — 15, в 2014 — 19. В розыгрыше Кубка Эстонии 2013/14 со своим клубом дошёл до полуфинала, где «Эммасте» уступил другому представителю третьего дивизиона «Сантосу» из Тарту (1:3), а Оя забил единственный гол своей команды.